# Piper ruizianum
Piper ruizianum är en pepparväxtart som beskrevs av C. Dc.. Piper ruizianum ingår i släktet Piper och familjen pepparväxter. Inga underarter finns listade i Catalogue of Life.